# Геоцентрическая система мира

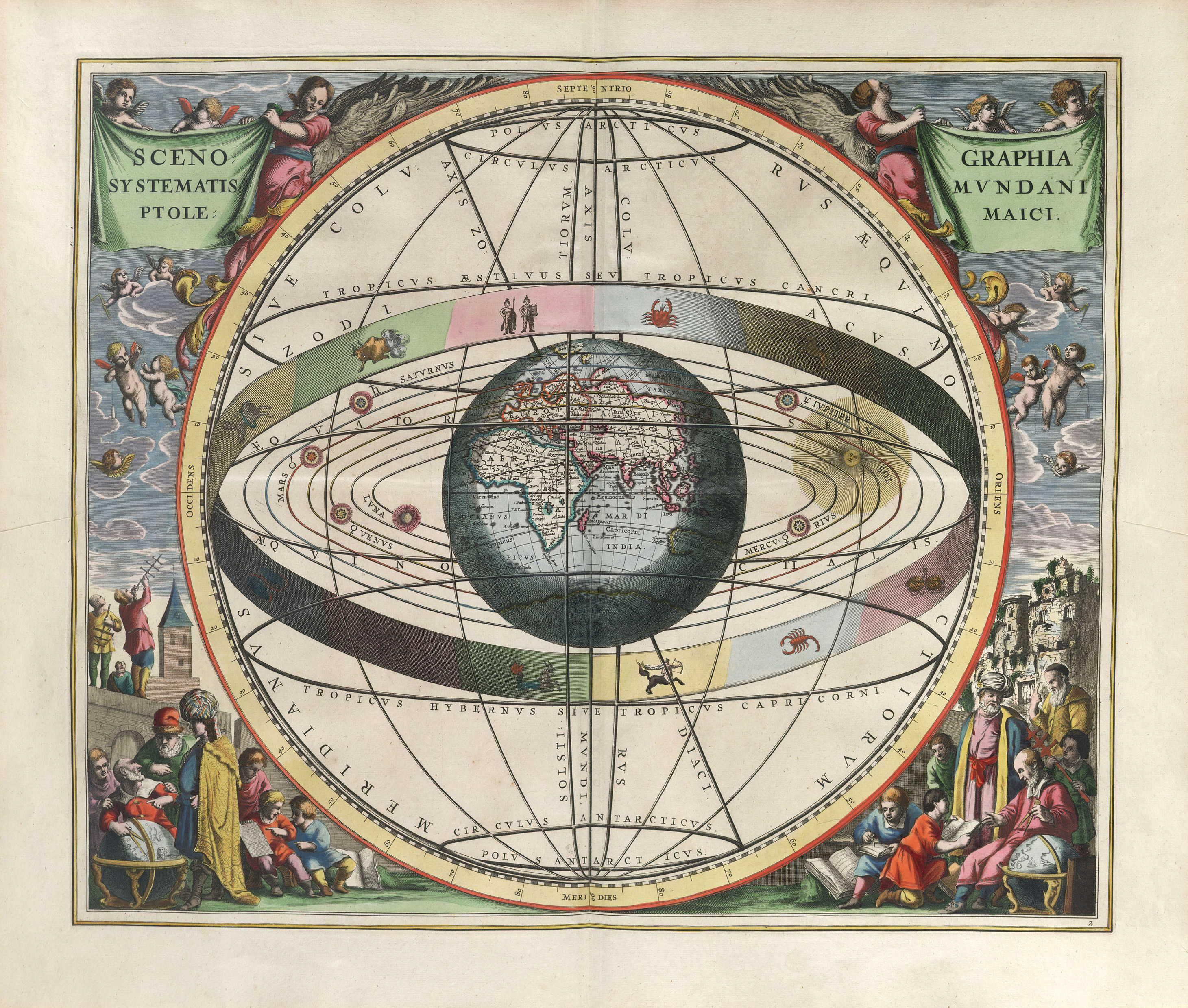
Иллюстрация геоцентрической системы мира из атласа Андрея Целлария Harmonia Macrocosmica (1708)

Геоцентрическая система мира (от др.-греч. Γῆ, Γαῖα — Земля) — представление об устройстве мироздания, согласно которому центральное положение во Вселенной занимает неподвижная Земля, вокруг которой вращаются Солнце, Луна, планеты и звёзды. Впервые возникла в Древней Греции, являлась основой античной и средневековой астрономии и космологии. Альтернативой геоцентризму является гелиоцентрическая система мира, являвшаяся предтечей современных космологических моделей Вселенной.

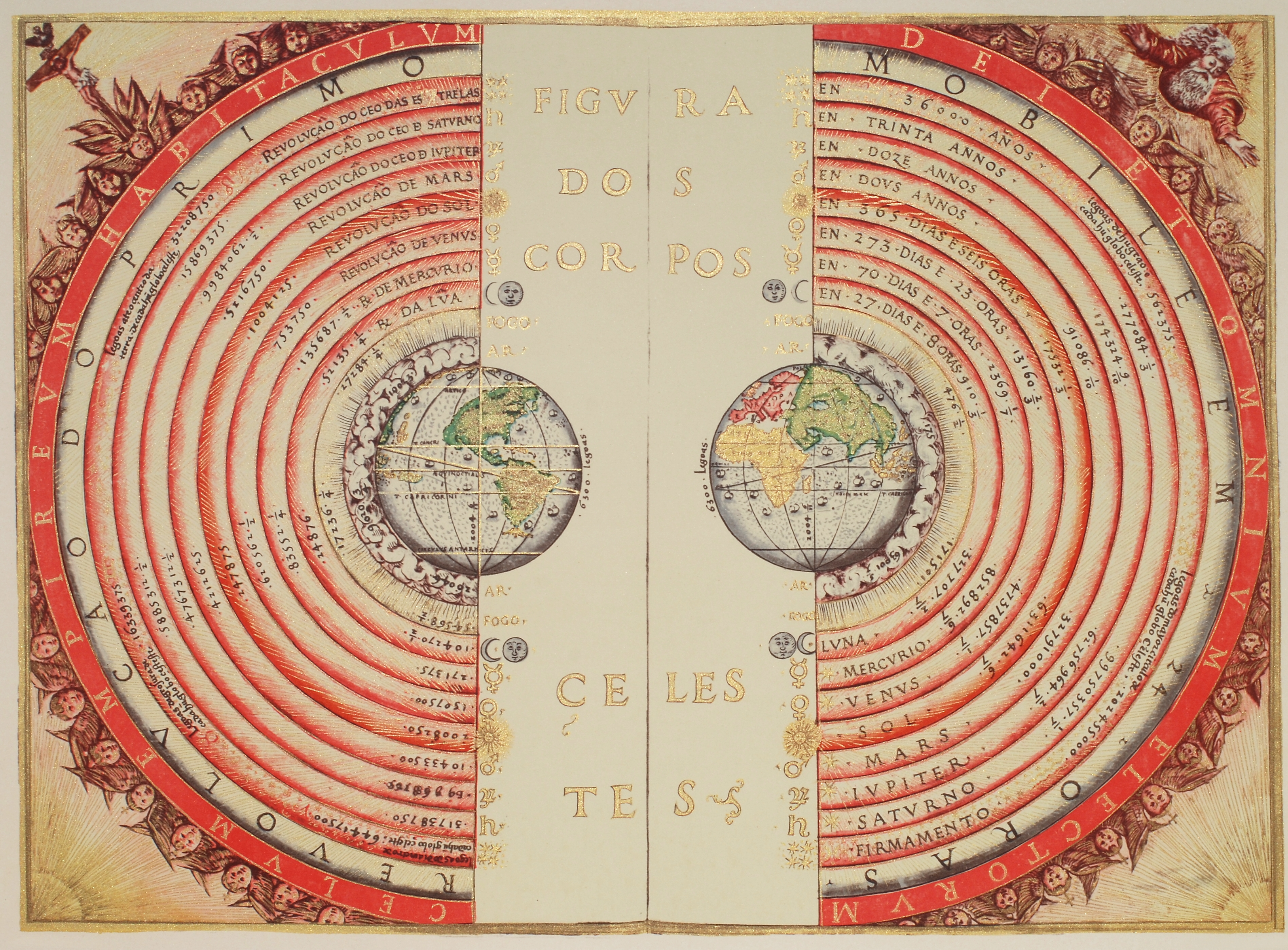
«Фигура небесных тел» — иллюстрация геоцентрической системы мира, сделанная португальским картографом Бартоломеу Велью в 1568 году. Хранится в Национальной библиотеке Франции.

## О понятиях
Следует различать систему мира и систему отсчёта.
Геоцентрическая система отсчёта — это просто система отсчёта, где начало координат размещено в центре Земли. Член-корреспондент АН СССР М. Ф. Субботин отметил, что геоцентрическая система отсчёта «употребляется в астрономии и сейчас. Вспомним, что наши астрономические ежегодники дают не координаты Земли относительно Солнца, а координаты Солнца, движущегося вокруг Земли, ибо так удобнее для астрономов».
Геоцентрическая система мира — это представление об устройстве мироздания. В узком смысле слова оно заключается в том, что Вселенная ограничена, и Земля неподвижно расположена в её центре. Иногда в истории встречался вариант, в котором Земля расположена в центре мира, но вращается вокруг своей оси за одни сутки. Геоцентрическую систему мира можно рассматривать в какой угодно системе отсчёта, в том числе гелиоцентрической, в которой в качестве начала координат выбирается Солнце.

## Возникновение и развитие геоцентрической системы в Древней Греции

### Возникновение геоцентризма
С древнейших времён Земля считалась центром мироздания. При этом предполагалось наличие центральной оси Вселенной и асимметрия «верх-низ». Землю от падения удерживала какая-то опора, в качестве которой в ранних цивилизациях мыслилось какое-то гигантское мифическое животное или животные (черепахи, слоны, киты). «Отец философии» Фалес Милетский в качестве этой опоры видел естественный объект — мировой океан. Анаксимандр Милетский предположил, что Вселенная является центрально-симметричной и в ней отсутствует какое-либо выделенное направление. Поэтому у находящейся в центре Космоса Земли отсутствует основание двигаться в каком-либо направлении, то есть она свободно покоится в центре Вселенной без опоры. Ученик Анаксимандра Анаксимен не последовал за учителем, полагая, что Земля удерживается от падения сжатым воздухом. Такого же мнения придерживался и Анаксагор. Точку зрения Анаксимандра разделяли пифагорейцы, Парменид и Птолемей. Не ясна позиция Демокрита: согласно разным свидетельствам, он последовал Анаксимандру или Анаксимену.

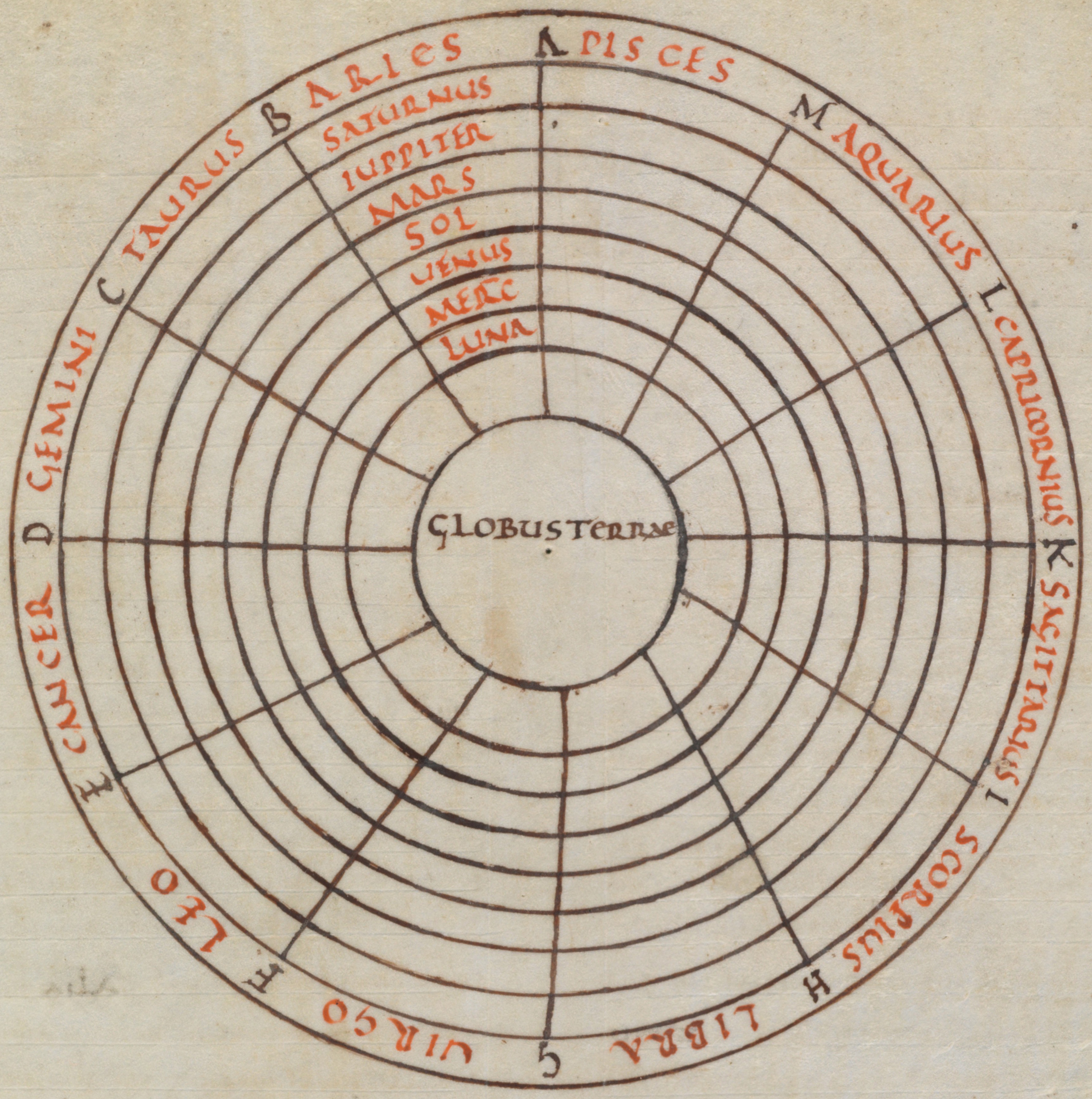
Одно из самых ранних дошедших до нас изображений геоцентрической системы (Макробий, Комментарий на Сон Сципиона, рукопись IX века)

Анаксимандр считал Землю имеющей форму низкого цилиндра с высотой в три раза меньше диаметра основания. Анаксимен, Анаксагор, Левкипп считали Землю плоской, наподобие крышки стола. Принципиально новый шаг сделал Пифагор, который предположил, что Земля имеет форму шара. В этом ему последовали не только пифагорейцы, но также Парменид, Платон, Аристотель. Так возникла каноническая форма геоцентрической системы, впоследствии активно разрабатываемая древнегреческими астрономами: шарообразная Земля находится в центре сферической Вселенной; видимое суточное движение небесных светил является отражением вращения Космоса вокруг мировой оси.
Что касается порядка следования светил, то Анаксимандр считал звёзды расположенными ближе всего к Земле, далее следовали Луна и Солнце. Анаксимен впервые предположил, что звёзды являются самыми далёкими от Земли объектами, закреплёнными на внешней оболочке Космоса. В этом ему следовали все последующие учёные (за исключением Эмпедокла, поддержавшего Анаксимандра). Возникло мнение (впервые, вероятно, у Анаксимена или пифагорейцев), что чем больше период обращения светила по небесной сфере, тем оно выше. Таким образом, порядок расположения светил оказывался таким: Луна, Солнце, Марс, Юпитер, Сатурн, звёзды. Сюда не включены Меркурий и Венера, потому что у греков были разногласия на их счёт: Аристотель и Платон помещали их сразу за Солнцем, Птолемей — между Луной и Солнцем. Аристотель считал, что выше сферы неподвижных звёзд нет ничего, даже пространства, в то время как стоики считали, что наш мир погружён в бесконечное пустое пространство; атомисты вслед за Демокритом полагали, что за нашим миром (ограниченным сферой неподвижных звёзд) находятся другие миры. Это мнение поддерживали эпикурейцы, его ярко изложил Лукреций в поэме «О природе вещей».

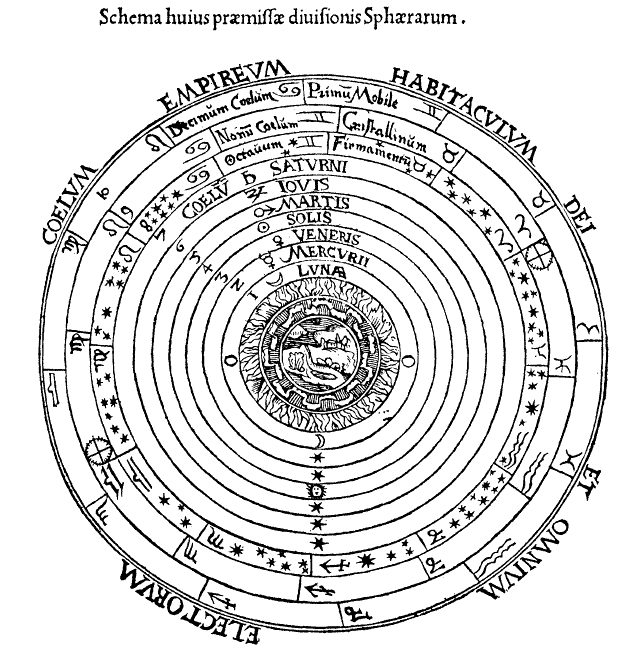
Изображение геоцентрической системы из Космографии Петра Апиана, 1540 г.

### Обоснование геоцентризма
Древнегреческие учёные по-разному, однако, обосновывали центральное положение и неподвижность Земли. Анаксимандр, как уже указывалось, в качестве причины указывал сферическую симметрию Космоса. Его не поддерживал Аристотель, выдвигая контрдовод, приписанный впоследствии Буридану: в таком случае человек, находящийся в центре комнаты, в которой у стен находится еда, должен умереть с голоду (см. Буриданов осёл). Сам Аристотель обосновывал геоцентризм следующим образом: Земля является тяжёлым телом, а естественным местом для тяжёлых тел является центр Вселенной; как показывает опыт, все тяжёлые тела падают отвесно, а поскольку они движутся к центру мира, Земля находится в центре. Кроме того, орбитальное движение Земли (которое предполагал пифагореец Филолай) Аристотель отвергал на том основании, что оно должно приводить к параллактическому смещению звёзд, которое не наблюдается.
Ряд авторов приводит и другие эмпирические доводы. Плиний Старший в своей энциклопедии «Естественная история» обосновывает центральное положение Земли равенством дня и ночи во время равноденствий и тем, что во время равноденствия восход и заход наблюдается на одной и той же линии, а восход солнца в день летнего солнцестояния находится на той же линии, что и заход в день зимнего солнцестояния. С астрономической точки зрения, все эти доводы, конечно, являются недоразумением. Немногим лучше и доводы, приводимые Клеомедом в учебнике «Лекции по астрономии», где он обосновывает центральность Земли от противного. По его мнению, если бы Земля находилась к востоку от центра Вселенной, то тени на рассвете были бы короче, чем на закате, небесные тела при восходе казались бы больше, чем при заходе, а продолжительность от рассвета до полудня была бы меньше, чем от полудня до заката. Поскольку всего этого не наблюдается, Земля не может быть смещена к востоку от центра мира. Аналогично доказывается, что Земля не может быть смещена к западу.
Далее, если бы Земля располагалась севернее или южнее центра, тени на восходе Солнца простирались бы в северном или южном направлении, соответственно. Более того, на рассвете в дни равноденствий тени направлены точно в направлении захода Солнца в эти дни, а на восходе в день летнего солнцестояния тени указывают на точку захода Солнца в день зимнего солнцестояния. Это также указывает на то, что Земля не смещена к северу или югу от центра. Если бы Земля была выше центра, то можно было бы наблюдать меньше половины небосвода, в том числе менее шести знаков зодиака; как следствие, ночь всегда была бы длиннее дня. Аналогично доказывается, что Земля не может быть расположена ниже центра мира. Таким образом, она может находиться только в центре. Примерно такие же доводы в пользу центральности Земли приводит и Птолемей в Альмагесте, книга I. Разумеется, доводы Клеомеда и Птолемея доказывают только, что Вселенная гораздо больше Земли, и поэтому также являются несостоятельными.
Птолемей пытается также обосновать и неподвижность Земли (Альмагест, книга I). Во-первых, если бы Земля смещалась от центра, то наблюдались бы только что описанные эффекты, а раз их нет, Земля всегда находится в центре. Другим доводом является вертикальность траекторий падающих тел. Отсутствие осевого вращения Земли Птолемей обосновывает следующим образом: если бы Земля вращалась, то «…все предметы, не опирающиеся на Землю, должны казаться совершающими такое же движение в обратном направлении; ни облака, ни другие летающие или парящие объекты никогда не будут видимы движущимися на восток, поскольку движение Земли к востоку будет всегда отбрасывать их, так что эти объекты будут казаться движущимися на запад, в обратном направлении». Несостоятельность этого довода стала ясна только после открытия основ механики.

### Объяснение астрономических явлений с позиций геоцентризма

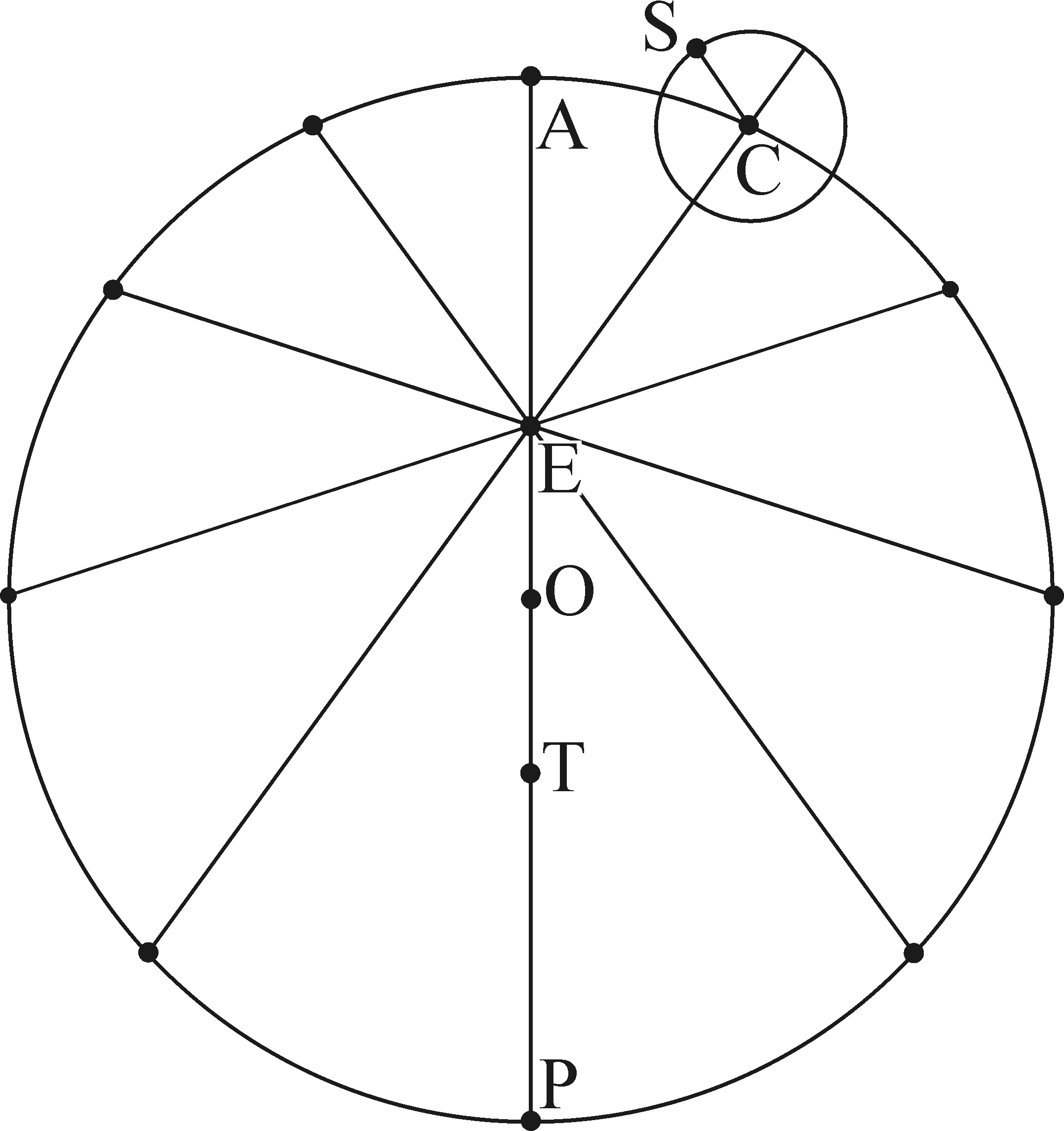
Теория бисекции эксцентриситета. Точки на окружности показывают положения планеты через равные промежутки времени. O — центр деферента, T — Земля, E — точка экванта, A — апогей деферента, P — перигей деферента, S — планета, C — средняя планета (центр эпицикла)

Наибольшей трудностью для древнегреческой астрономии являлась неравномерность движения небесных светил (особенно попятные движения планет), поскольку в пифагорейско-платоновской традиции (которой в значительной степени следовал и Аристотель), они считались божествами, которым надлежит совершать только равномерные движения. Для преодоления этой трудности создавались модели, в которых сложные видимые движения планет объяснялись как результат сложений нескольких равномерных движений по окружностям. Конкретным воплощением этого принципа являлись поддержанная Аристотелем теория гомоцентрических сфер Евдокса-Каллиппа и теория эпициклов Аполлония Пергского, Гиппарха и Птолемея. Впрочем, последний был вынужден частично отказаться от принципа равномерных движений, введя теорию бисекции эксцентриситета и модель экванта.

## Распространение и развитие геоцентрической системы в Средневековье и Эпоху Возрождения

### Византия
Наиболее развитой в научном отношении страной в начале средневековья была Византия, к которой вплоть до VII века относилась Александрия — центр эллинистической науки, в том числе астрономии. С VI века в Византии получила широкое распространение книга купца Космы Индикоплевста «Христианская топография», в которой (следуя традиции антиохийского богословия) отвергалась геоцентрическая система мира и высмеивалась теория о шарообразной Земле. Однако начиная с VIII века популярность антинаучных взглядов Космы пошла на спад. Основы геоцентрической системы нашли отражение в ряде сочинений энциклопедического характера: «Точное изложение православной веры» Иоанна Дамаскина (VIII в.), «Мириобиблион» патриарха Фотия (IX в.), «О всяческой науке (De Omnifaria Doctrina)» Михаила Пселла (XI в.), «О природе» Симеона Сифа (XI в.) и некоторых других. Через Византию основные идеи античной космологии проникали и в другие православные страны, в том числе Русь. Впоследствии в Византии были написаны и более профессиональные сочинения на космологическую тематику. Таков, например, трактат Феодора Метохита «Общее введение в науку астрономии» (первая половина XIV в.), являвшийся кратким изложением основ геоцентрической космологии, согласно Книге I птолемеева Альмагеста.
Тем не менее, византийские учёные так и не достигли того уровня владения математическим аппаратом теории эпициклов, как астрономы Индии и стран ислама. В отличие от западных схоластов, византийские философы не рассматривали новые космологические гипотезы, выходящие за рамки натурфилософии Аристотеля.

### Исламский Восток
Ещё в VIII — начале IX века на арабский язык были переведены основные сочинения Аристотеля и Птолемея, содержавшие физические основы и математический аппарат геоцентрической системы мира. Начиная с Ал-Баттани, основой математической астрономии в странах ислама становится птолемеевская теория эпициклов в сочетании с теорией вложенных сфер, с помощью которой вычислялись расстояния до планет. Детальное изложение математического аппарата теории Птолемея содержится в сочинениях Канон Мас’уда ал-Бируни (X—XI вв.) и Астрономический мемуар Насир ад-Дина ат-Туси (XIII в.).
Вслед за греками астрономы Востока полагали, что расстояние до планеты определяется сидерическим периодом её движения: чем дальше от Земли планета, тем больше сидерический период. Согласно теории вложенных сфер, максимальное расстояние от Земли до каждой из планет равно минимальному расстоянию до следующей по удаленности планеты. Проблема этой схемы была связана с Солнцем, Меркурием и Венерой, поскольку эти светила имели одинаковые периоды движения по зодиаку, равные одному году. Астроном Джабир ибн Афлах (Андалусия, XII в.) оспорил мнение Птолемея, согласно которому Меркурий и Венера располагаются между Луной и Солнцем. Джабир ибн Афлах считал, что ненаблюдаемость горизонтальных параллаксов Меркурия и Венеры говорит о том, что они располагаются дальше Солнца.

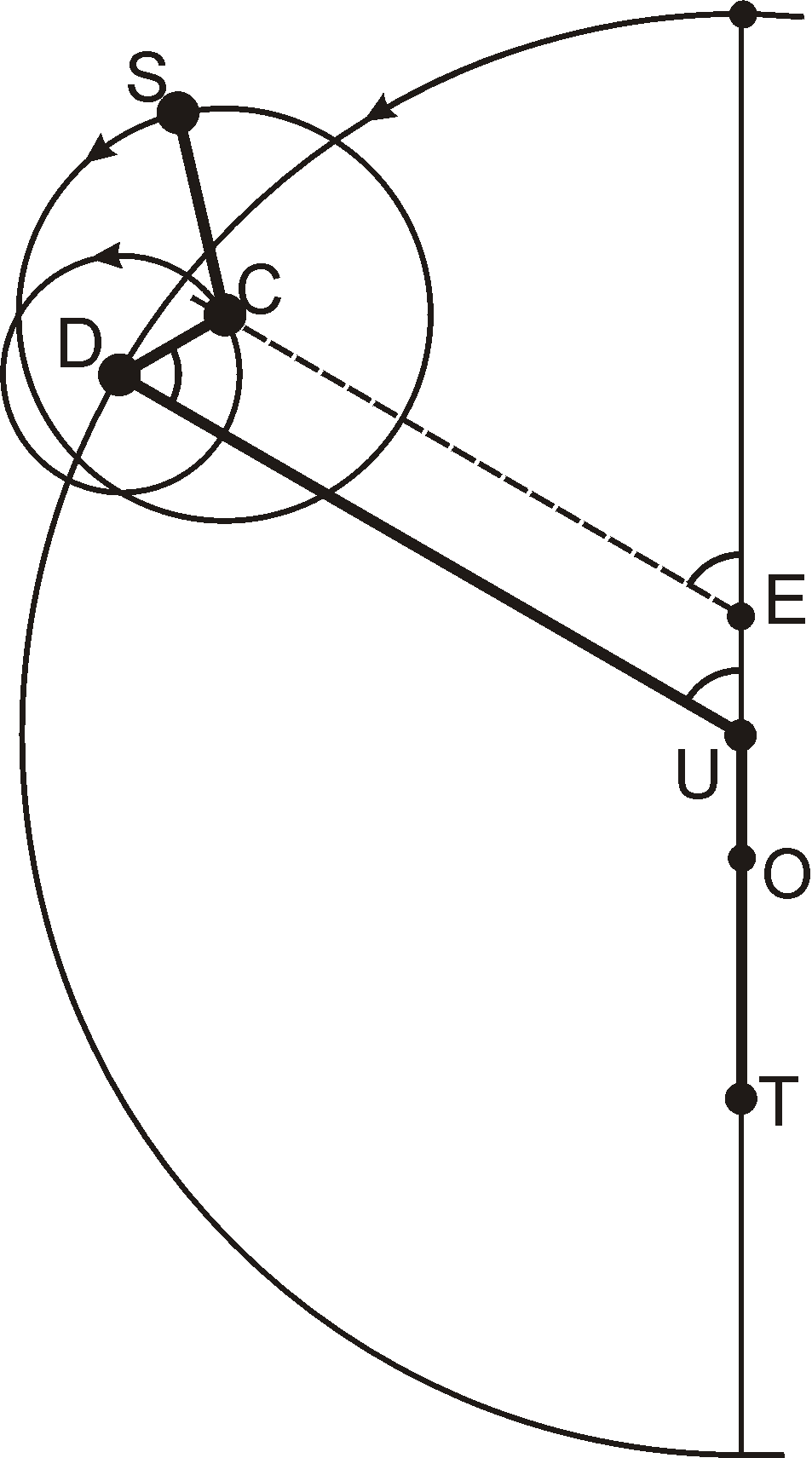
Движение планеты согласно теории ал-Урди

В XII — начале XIII столетия арабские философы и математики Андалусии пришли к выводу, что теория эпициклов противоречит основным принципам натурфилософии Аристотеля. Эти учёные были убеждены, что теория эпициклов, несмотря на все её преимущества с математической точки зрения, не соответствует действительности, поскольку существование эпициклов и эксцентрических деферентов противоречит физике Аристотеля, согласно которой единственным центром вращения небесных светил может быть только центр мира, совпадающий с центром Земли. Основателем этого движения (иногда называемого «Андалусийским бунтом») был Мухаммад ибн Баджа, известный в Европе как Авемпац (ум. 1138), дело продолжил его ученик Мухаммад ибн Туфайл (ок. 1110—1185) и ученики последнего Hyp ад-Дин ал-Битруджи (ум. ок. 1185 или 1192 г.) и Аверроэс. Кульминацией «Андалусийского бунта» явилось создание ал-Битруджи нового варианта теории гомоцентрических сфер. Однако теория ал-Битруджи находилась в полном разрыве с наблюдениями и не смогла стать основой астрономии.
Начиная с ибн ал-Хайсама (XI век) мусульманские астрономы отметили ещё одну, чисто физическую трудность теории Птолемея. Согласно теории вложенных сфер, которую развивал и сам Птолемей, движение центра эпицикла по деференту представлялось как вращение некоторой материальной сферы. Однако невозможно представить себе вращение твердого тела вокруг оси, проходящей через её центр, чтобы скорость вращения была неизменной относительно некоторой точки за пределами оси вращения.
С целью преодоления этой трудности астрономами стран ислама были разработаны ряд моделей движения планет, остававшихся в рамках геоцентризма, но альтернативных птолемеевской. Первые из них были разработаны во второй половине XIII века астрономами знаменитой Марагинской обсерватории, благодаря чему и вся деятельность по созданию нептолемеевских планетных теорий иногда называется «Марагинской революцией». В числе этих астрономов были Насир ад-Дин ат-Туси, Кутб ад-Дин аш-Ширази, Муаййад ад-Дин ал-Урди и другие. Эту деятельность продолжили восточные астрономы более позднего времени: Мухаммад ибн аш-Шатир (Сирия, XIV в.), Джамшид Гияс ад-Дин ал-Каши Ала ад-Дин Али ибн Мухаммад ал-Кушчи (Самарканд, XV в.), Мухаммад ал-Хафри (Иран, XVI в.) и др.
Согласно этим теориям, движение относительно точки, соответствовавшей птолемеевскому экванту, выглядело равномерным, но вместо неравномерного движения по одной окружности (как это имело место у Птолемея) средняя планета двигалась по комбинации равномерных движений по нескольким окружностям. Поскольку каждое из этих движений было равномерным, оно моделировалось вращением твёрдых сфер, что устраняло противоречие математической теории планет с её физическим фундаментом. С другой стороны, эти теории сохраняли точность теории Птолемея, поскольку при наблюдении из экванта движение по-прежнему выглядело равномерным, а результирующая пространственная траектория средней планеты практически не отличалась от окружности.

### Иудеи

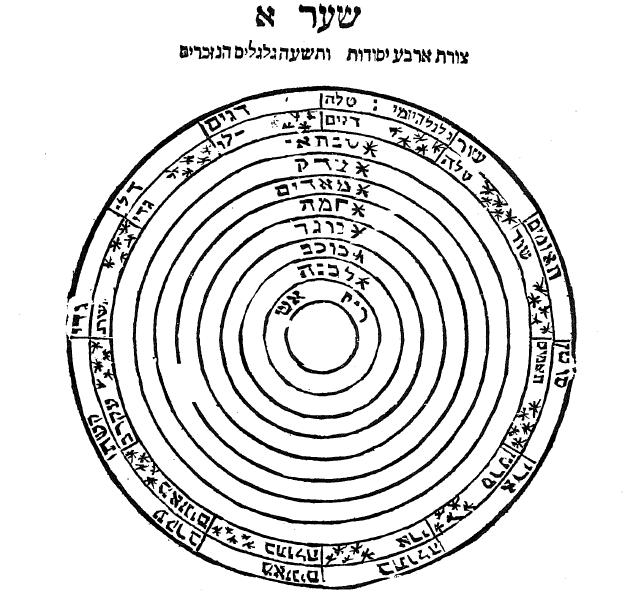
Схема геоцентрической системы мира (из книги Давида Ганса «Нехмад венаим», XVI век). Подписаны сферы: воздух, Луна, Меркурий, Венера, Солнце, сфера неподвижных звёзд, сфера, отвечавшая за предварение равноденствий

Начиная с конца первого тысячелетия н. э. геоцентрическая система мира (при посредстве учёных исламских стран) становится известной иудеям и, несмотря на противодействие сторонников традиционных талмудических представлений о плоской Земле, постепенно получает распространение среди еврейских учёных. Подробное изложение и пропаганда космологических взглядов Аристотеля содержится в «Путеводителе растерянных» Моисея Маймонида. Маймонид принял также участие в «Андалусийском бунте» арабских учёных против теории Птолемея. Маймонид отказывал эпициклам в физическом существовании, предпочитая другую модификацию геоцентрической системы, в которой небесные тела двигаются по кругам вокруг Земли вместе с несущими их твёрдыми сферами, но центр этих сфер смещён относительно Земли. В конечном итоге, однако, Маймонид нашёл эту теорию столь же неудовлетворительной, поскольку эксцентры не менее противоречат физике Аристотеля, чем эпициклы. Теорию гомоцентрических сфер он также находил неприемлемой, поскольку она была не в состоянии объяснить нерегулярность движения планет. Маймонид вообще не исключал, что человеческого разумения недостаточно для постижения устройства Вселенной.
Выдающимся астрономом средневековья был Леви бен Гершом, или Герсонид, живший в конце XIII — первой половине XIV века в Провансе. Оставаясь сторонником геоцентризма, Герсонид отверг как теорию гомоцентрических сфер Ал-Битруджи, так и теорию эпициклов Птолемея. При этом он руководствовался не только астрономическими, но и натурфилософскими аргументами. По его мнению, теорию движения планет необходимо строить на основе модели эксцентров.

Ближняя к Земле часть космоса по представлениям Герсонида. В центре — Земля, затем слой метеоров, затем Луна, затем Меркурий. Между сферами планет находится космическая жидкость

В теории Герсонида небесные сферы являются эксцентрическими. Это означало, что они не могут плотно прилегать другу к другу. По мнению Герсонида, они разделены слоями жидкости, представлявшей собой остатки первичной материи, из которой Бог сотворил мир. Скорость течения космической жидкости меняется в пространстве таким образом, что между двумя сферами, относящимся к разным планетам, существовал слой, где скорость течения равна нулю. Основываясь на введённом им законе изменения скорости течения космической жидкости с расстоянием, Герсонид разработал метод вычисления космических расстояний. Согласно его оценке, сфера неподвижных звёзд удалена от нас на 157 триллионов радиусов Земли, что составляет около 100 тысяч световых лет. Это была самая большая оценка размеров мира, данная в средние века.
Герсонид отверг представления Аристотеля о естественных местах тяжёлых и лёгких тел, служившие в Средние века в качестве физического обоснования геоцентризма. Естественное место элемента, по терминологии Герсонида, — это всего лишь место, расположенное ниже всех более лёгких окружающих его элементов, и выше всех более тяжёлых. Земля находится в центре мира не потому, что там её естественное место, а просто потому что она тяжелее всех окружающих её тел. Вообще, любое тело движется вверх, если оно окружено более тяжёлыми телами, и вниз, если его окружают тела более лёгкие.

### Латинский Запад

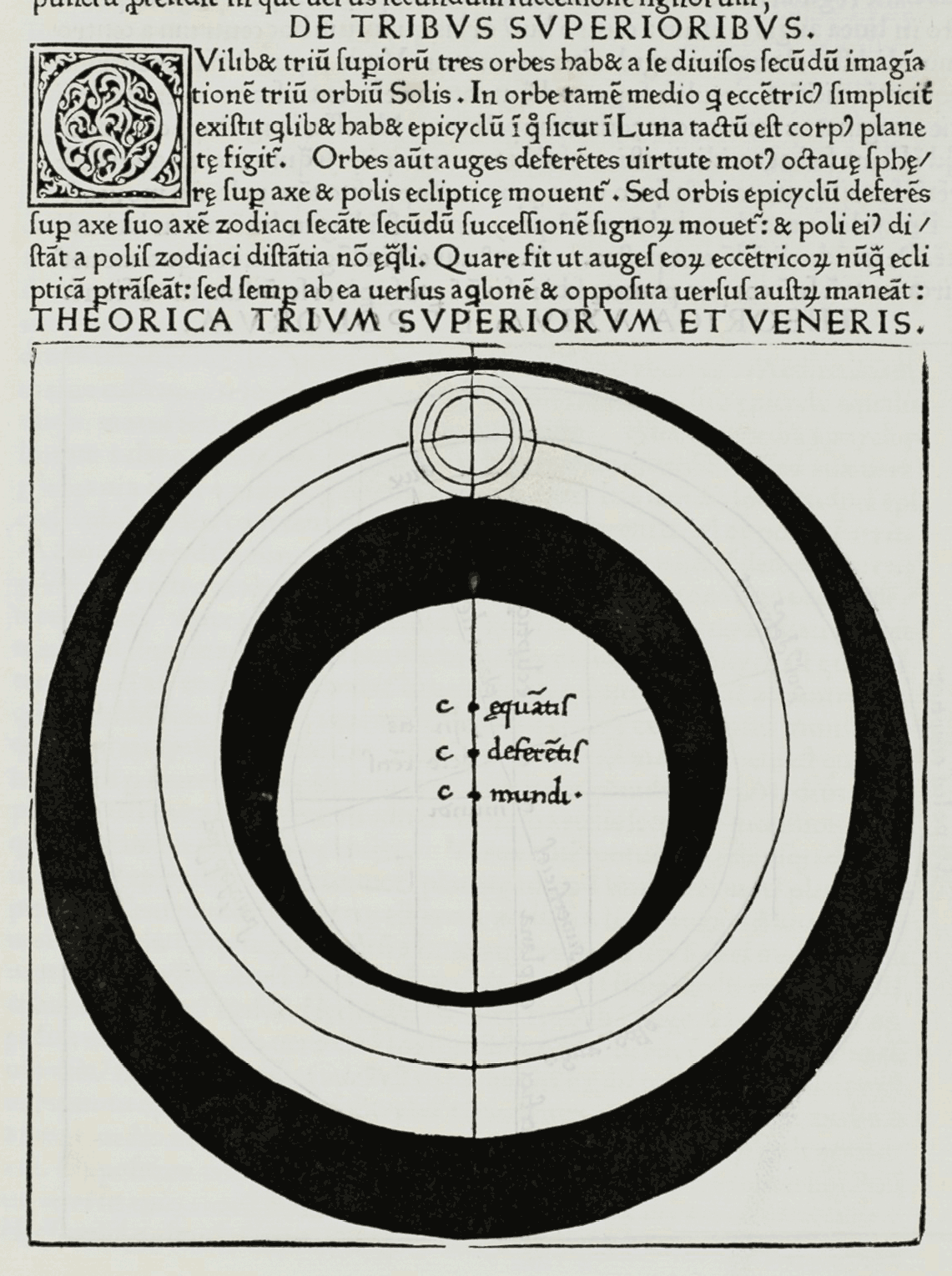
Изображение системы вложенных сфер из книги Пурбаха Новые планетные гипотезы

Основными источниками космологических знаний в раннесредневековой Европе были сочинения древнеримских популяризаторов — Плиния, Марциана Капеллы, Макробия, Халкидия. Краткое изложение геоцентрической системы можно найти в энциклопедических сочинениях Исидора Севильского (V—VI вв.), Беды Достопочтенного (VII—VIII вв.), Рабана Мавра (IX в.). Во время Ренессанса XII века европейцы (при посредстве арабов) впервые познакомились с космологическими сочинениями Птолемея и Аристотеля, включая Альмагест и Трактат о Небе. Популярное изложение основ геоцентризма содержалось в университетском учебнике астрономии О Сфере Сакробоско (XIII в.), краткое (но не всегда квалифицированное) изложение теории эпициклов — в различных трактатах, известных под общим названием Планетные гипотезы.
Европейских схоластов интересовали те же проблемы, что и учёных стран Востока — например, реальность существования эпициклов. Некоторые схоласты (Фома Аквинский, Жан Буридан) полагали, что эпициклы являются не более чем удобными математическими фикциями, хотя и полезными для вычисления планетных координат. В XIV веке некоторые из схоластов (Буридан, Николай Орем, Альберт Саксонский и др.) анализировали космологические гипотезы, выходящие за рамки геоцентризма: гипотезу о вращении Земли вокруг оси и гипотезу о существовании множества миров.
Однако математическая часть теории Птолемея была освоена в Европе лишь в Эпоху Возрождения. В середине XV века Георг Пурбах написал новый университетский учебник Новые планетные гипотезы, где дал популярное, но высококвалифицированное изложение теории эпициклов и теории вложенных сфер. Немного позднее его ученик Региомонтан издал трактат Краткое изложение птолемеева «Альмагеста», содержащий чёткое изложение математического аппарата теории Птолемея. В трудах Пурбаха и Региомонтана европейская астрономия впервые достигла того же уровня, что и у средневековых астрономов стран ислама.
Наряду с теорией Птолемея, европейские учёные эпохи Возрождения рассматривали и другие варианты геоцентрической системы. Сам Региомонтан и некоторые другие астрономы пытались вдохнуть новую жизнь в теорию гомоцентрических сфер. В конце XVI века возникла ещё одна разновидность геоцентризма — гео-гелиоцентрическая система мира Тихо Браге, в которой Земля считалась неподвижным центром мира, Солнце и Луна обращались вокруг Земли, а планеты — вокруг Солнца. Именно эта система мира стала основным конкурентом гелиоцентрической системы мира Коперника в следующем, XVII столетии.
Кроме того, в XVI веке (в значительной мере в связи с распространением натурфилософии стоиков) приобрело популярность представление, что между подлунным и надлунным мирами нет резкой границы, как полагал Аристотель, и небеса столь же подвержены изменчивости, как и Земля — хотя она по-прежнему располагалась в центре мира. Среди сторонников этой точки зрения — Бернардино Телезио, Иероним Муньоз, Жан Пена, Тихо Браге. Муньоз, Пена, Браге отрицали также существование небесных сфер, приводя в подтверждение этой точки зрения наблюдения комет и Новой звезды 1572 года.

## Научная революция и отказ от геоцентризма

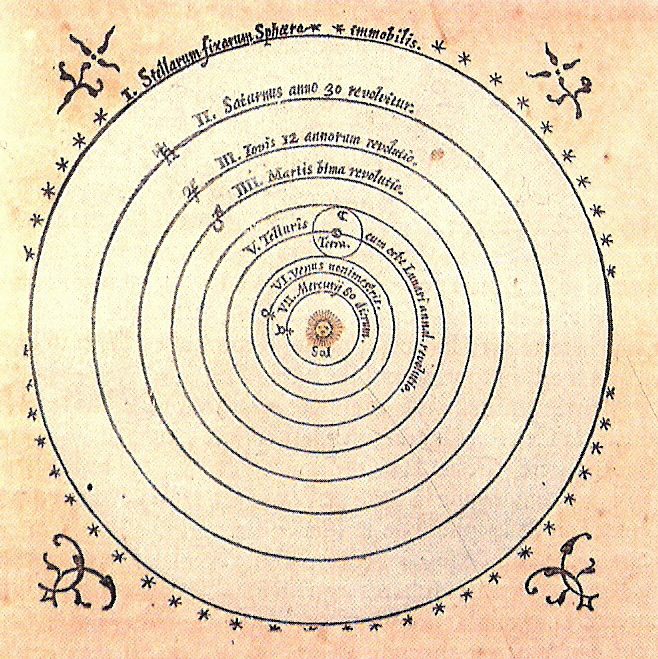
Гелиоцентрическая система мира Коперника

В ходе научной революции XVII века геоцентризм постепенно был оставлен учёными; постепенно утвердилась гелиоцентрическая система мира. Основными событиями, приведшими к отказу от геоцентрической системы, были создание гелиоцентрической теории планетных движений Коперником, телескопические открытия Галилея и других астрономов, открытие законов Кеплера и, главное, создание классической механики и открытие закона всемирного тяготения Ньютоном.

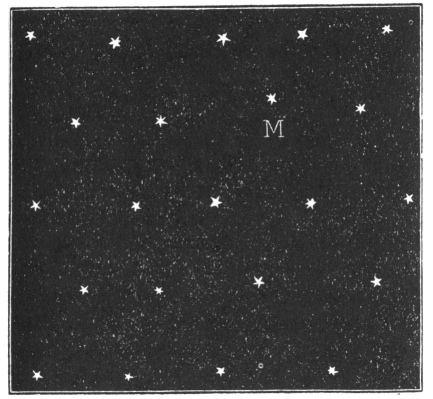
Вселенная Джордано Бруно (иллюстрация из книги Кеплера Краткое изложение коперниковой астрономии, 1618 г.). Символом M отмечен наш мир.

## Геоцентризм и религия
Уже одна из первых идей, оппозиционных геоцентризму (гелиоцентрическая гипотеза Аристарха Самосского) привела к реакции со стороны представителей религиозной философии: стоик Клеанф призвал привлечь Аристарха к суду за то, что он двигает с места «Очаг мира», имея в виду Землю; неизвестно, впрочем, увенчались ли старания Клеанфа успехом. В Средневековье, поскольку христианская церковь учила, что весь мир создан Богом ради человека (см. Антропоцентризм), геоцентризм также успешно адаптировался к христианству. Этому способствовало также буквальное прочтение Библии.
В настоящее время геоцентризм встречается среди некоторых консервативных протестантских групп (особенно в США), основывающих свою позицию на буквальном прочтении Библии. Некоторые другие сторонники буквального прочтения Библии (Общество плоской Земли) утверждают даже, что Библия оказывает поддержку не геоцентрической системе (базирующейся на представлении о шарообразности Земли), а представлению о плоской Земле.
Некоторые деятели ислама полагают, что теория о движении Земли противоречит мусульманскому вероучению.
В современном иудаизме агрессивным сторонником геоцентрической системы мира является движение Хабад.

## Социологические исследования
По данным опроса, проведённого в 2011 году Всероссийским центром изучения общественного мнения (ВЦИОМ), 32 % россиян полагают, что Солнце вращается вокруг Земли. В США, по результатам опроса, проведённого Национальным научным фондом в 2014 году, таких оказалось 26 %.

### Первичные источники (в хронологическом порядке)
- Платон. Тимей
- Аристотель. Метафизика (кн. XII, гл. 8). Архивировано из оригинала 26 октября 2011 года.
- Аристотель. О Небе
- Гемин. Введение в явления (перевод А.И. Щетникова) // Схолэ. — 2011. — Т. 5.2. — С. 349—415.
- Клеомед. Учение о круговращении небесных тел (перевод А.И. Щетникова) // Схолэ. — 2010. — Т. 4.2. — С. 349—415.
- Теон Смирнский. Изложение математических предметов, полезных при чтении Платона (перевод А.И. Щетникова) // Схолэ. — 2009. — Т. 3. — С. 466—558.
- Клавдий Птолемей. Альмагест, или Математическое сочинение в тринадцати книгах (перевод И.Н Веселовского). — М.: Наука, 1998.
- Иоанн Дамаскин. Точное изложение православной веры (Книга II, Глава VI).
- Ал-Бируни. Канон Мас'уда. Книга 1. Глава 1. Сведения о форме всего существующего в мире в общих чертах и вкратце.
- Али ал-Кушчи. Трактат об астрономии (перевод А.У. Усманова). — Самарканд, 1970.

### Исследования
- Бронштэн В. А. Клавдий Птолемей. — М.: Наука, 1988.
- Веселовский И. Н. Очерки по истории теоретической механики. — М.: Высшая школа, 1974.
- Гаврюшин Н. К. Византийская космология в XI веке // Историко-астрономические исследования, вып. XVI. — М., 1983. — С. 325—338.
- Гаврюшин Н. К. Космологический трактат XV века как памятник древнерусского естествознания // Памятники науки и техники. — М.: Наука, 1981. — С. 183—197.
- Григорьев А. В., Денисова И. М., Мильков В. В., Полянский С. М., Симонов Р. А. Древнерусская космология. — СПб.: Алетейя, 2004.
- Еремеева А. И. Астрономическая картина мира и её творцы. — М.: Наука, 1984.
- Еремеева А. И., Цицин Ф. А. История астрономии. — М.: Изд-во МГУ, 1989.
- Житомирский С. В. Античная астрономия и орфизм. — М.: Янус-К, 2001.
- Идельсон Н. И. Этюды по истории небесной механики. — М.: Наука, 1975.
- Идлис Г. М. Революции в астрономии, физике и космологии. — М.: Наука, 1985.
- Кауффельд А. Защита Отто фон Герике системы Николая Коперника // Историко-астрономические исследования, вып. XI. — М., 1972. — С. 221—236.
- Климишин И. А. Открытие Вселенной. — М.: Наука, 1987.
- Мильков В. В., Полянский С. М. Космологические произведения в книжности Древней Руси. Часть I. Тексты геоцентрической традиции. — СПб.: ИД «Міръ», 2008.
- Паннекук А. История астрономии. — М.: Наука, 1966.
- Рожанская М. М. Механика на средневековом Востоке. — Москва: Наука, 1976.
- Рожанский И. Д. Античная наука. — М.: Наука, 1980.
- Рожанский И. Д. История естествознания в эпоху эллинизма и Римской империи. — М.: Наука, 1988.
- Aiton E. J. Celestial spheres and circles (англ.) // History of Science. — 1981. — Vol. 19. — P. 76—114.
- Barker P. Stoic alternatives to Aristotelian cosmology: Pena, Rothmann and Brahe (англ.) // Revue d'histoire des sciences, T. 61, No 2. — 2008. — Vol. 61. — P. 265—286.
- Couprie D. L. Heaven and Earth in Ancient Greek Cosmology: From Thales to Heraclides Ponticus (англ.). — Oxford University Press, 2011.
- Di Bono V. Copernicus, Amico, Fracastoro and Tusi’s Device: Observations on the Use and Trasmission of a Model (англ.) // Journal for the History of Astronomy. — 1995. — Vol. 26. — P. 133.
- Dreyer J. L. E. History of the planetary systems from Thales to Kepler (англ.). — Cambridge University Press, 1906.
- Evans J. The History and Practice of Ancient Astronomy (англ.). — New York: Oxford University Press, 1998.
- Glasner R. Gersonides's Theory of Natural Motion (англ.) // Early Science and Medicine. — 1996. — Vol. 1, no. 2. — P. 151—203.
- Goldstein B. R. The Physical Astronomy of Levi ben Gerson (англ.) // Perspectives on Science. — 1997. — Vol. 5. — P. 1—30.
- Granada M. A. New visions of the cosmos (англ.) // The Cambridge Companion to Renaissance Philosophy, edited by J. Hankins. — 2007. — P. 270—286.
- Grant E. The Medieval Cosmos: Its Structure and Operation (англ.) // Journal for the History of Astronomy. — 1997. — Vol. 28. — P. 147—167.
- Heath T. L. Aristarchus of Samos, the ancient Copernicus: a history of Greek astronomy to Aristarchus. — Oxford.: Clarendon, 1913 (reprinted New York, Dover, 1981).
- Kennedy E. S. Late Medieval Planetary Theory (англ.) // Isis. — 1966. — Vol. 57. — P. 365—378.
- Knorr W. R. Plato and Eudoxus on planetary motions (англ.) // Journal of the History of Astronomy. — 1990. — Vol. 12. — P. 314—329.
- Koestler A. The Sleepwalkers: A History of Man's Changing Vision of the Universe (англ.). — New York: Penguin Books, 1959.
- Kuhn T. S. The Copernican Revolution: planetary astronomy in the development of Western thought. — Cambridge: Harvard University Press, 1957.
- Linton C. M. From Eudoxus to Einstein. — Cambridge University Press, 2004.
- Mancha R., Freudenthal G. Levi ben Gershom's Criticism of Ptolemy's Astronomy (англ.) // Aleph: Historical Studies in Science and Judaism. — Indiana: Indiana University Press, 2005. — Vol. 5, no. 2. — P. 35—167. — ISSN 1565-1525. Архивировано 4 августа 2025 года.
- Murschel A. The Structure and Function of Ptolemy's Physical Hypotheses of Planetary Motion (англ.) // Journal of the History of Astronomy. — 1995. — Vol. 26. — P. 33—61.
- Navarro-Brotóns V. The Cultivation of Astronomy in Spanish Universities in the Latter Half of the 16th Century (англ.) // Universities and Science in the Early Modern Period (Archimedes, Vol. 12). — 2006. — P. 83—98.
- Panchenko D. Who found the Zodiac? (англ.) // Antike Naturwissenschaft und ihre Rezeption. — 1998. — Vol. 9. — P. 33—44.
- Pedersen O. Scientific accounts of the universe from antiquity to Kepler (англ.) // European Review. — 1994. — Vol. 2(2). — P. 125—140.
- Pedersen O. A Survey of the Almagest. — Springer, 2010.
- Pinotsis A. D. Comparison and historical evolution of ancient Greek cosmological ideas and mathematical models (англ.) // Astronomical & Astrophysical Transactions. — 2005. — Vol. 24, no. 6. — P. 463—483.
- Russo L. The forgotten revolution: how science was born in 300 BC and why it had to be reborn. — Berlin: Springer, 2004.
- Sabra A. I. The Andalusian Revolt Against Ptolemaic Astronomy: Averroes and al-Bitrûjî (англ.) // in: Transformation and Tradition in the Sciences: Essays in honor of I. Bernard Cohen. — Cambridge University Press, 1984. — P. 233—253.
- Saliba G. The Astronomical Tradition of Maragha: A Historical Survey and Prospects for Future Research (англ.) // Arabic Sciences and Philosophy. — 1991. — Vol. 1. — P. 67—99.
- Saliba G. A History of Arabic Astronomy: Planetary Theories During the Golden Age of Islam. — New York University Press, 1994.
- Saliba G. Arabic Planetary Theories after the Eleventh Century AD (англ.) // in: Encyclopedia of the History of Arabic Science. — London: Routledge, 1996. — P. 58—127.
- Saliba G. A Redeployment of Mathematics in a Sixteenth-Century Arabic Critique of Ptolemaic Astronomy (англ.) // in: Perspectives arabes et médiévales sur la tradition scientifique et philosophique grecque: Actes du colloque de la S.I.H.S.P.A.I. (Société internationale d’histoire des sciences et de la philosophie arabe et islamique). Paris, 31 mars-3 avril 1993, eds. A. Hasnawi, A. Elamrani-Jamal, and M. Aouad. — Leuven/Paris: Peeters, 1997. — P. 105—122.
- Saliba G. Greek Astronomy and the Medieval Arabic Tradition (англ.) // American Scientist[англ.]. — Sigma Xi[англ.], 2002. — Vol. 90. — P. 360—367.
- Saliba G. Islamic Science and the Making of the European Renaissance. — MIT Press, 2007.
- Schofield C. The Tychonic and semi-Tychonic world systems (англ.) // In: Planetary Astronomy from the Renaissance to the Rise of Astrophysics. Part A: Tycho Brahe to Newton. The General History of Astronomy. Volume 2, R. Taton and C. Wilson (eds). — 1989. — P. 33—44.
- Shank M. H. Regiomontanus and Homocentric Astronomy (англ.) // Journal for the History of Astronomy. — 1998. — Vol. 29. — P. 157—166.
- Siorvanes L. Proclus: Neo-Platonic Philosophy and Science. — New Haven: Yale University Press, 1996.
- Swerdlow N. M. Aristotelian Planetary Theory in the Renaissance: Giovanni Battista Amico’s homocentric sphere (англ.) // Journal for the History of Astronomy. — 1972. — Vol. 3. — P. 36—48.
- Thurston H. Early astronomy. — New York: Springer-Verlag, 1994.
- Toulmin S., Goodfield J. The Fabric of the Heavens: The Development of Astronomy and Dynamics. — New York: Harper & brothers, 1961.
- Tzvi Langermann Y. The true perplexity. The guide to the perplexed, part 2, chapter 24 (англ.) // Perspective on Maimonides. Philosophical and Historical Studies. Edited by Joel L. Kraemer. — Oxford University Press, 1991. — P. 159—174.
- Tzvi Langermann Y. Arabic Cosmology (англ.) // Early science and medicine. — Heidelberg, New York: Springer, 1997. — Vol. 2. — P. 185—213.
- Van der Waerden B. L. The Earliest Form of the Epicycle Theory (англ.) // Journal of the History of Astronomy. — 1974. — Vol. 5. — P. 175—185.
- Van der Waerden B. L. The Motion of Venus, Mercury and the Sun in Early Greek Astronomy (недоступная ссылка — история) (англ.) // Arch. Hist. Exact Sci. — 1982. — Vol. 26(2). — P. 99—113.